# Monangambée
 (juillet 2025).
Pour plus de détails, voir Fiche technique et Distribution.
Monangambée est un film franco-algéro-angolais réalisé par Sarah Maldoror et sorti en 1969.

## Synopsis
Avec Monangambée (1969), son premier court métrage tourné à Alger, Sarah Maldoror dénonce la torture coloniale portugaise en Angola. Inspiré d’un roman censuré, le film bénéficie d’une bande-son offerte par l’Art Ensemble of Chicago. Couronné de prix, il marque l’émergence d’une voix majeure du cinéma africain engagé.

## Fiche technique
- Titre : Monangambée
- Titre original : Monangambé
- Réalisation : Sarah Maldoror
- Scénario : Mário Pinto de Andrade - Sarah Maldoror - Serge Michel, d'après une nouvelle de José Luandino Vieira
- Photographie et montage : Sarah Maldoror
- Musique : Art Ensemble of Chicago
- Production : SLON - Département orientation et information du Front National de libération
- Pays de production :  France -  Algérie
- Genre : documentaire
- Durée : 20 minutes
- Date de sortie : France - 1970

## Distribution
- Mohamed Zinet

## Distinctions

### Récompenses
- Prix du meilleur réalisateur aux Journées cinématographiques de Carthage 1970[3]
- Grand prix des Journées internationales du film de court métrage de Tours 1970[4]
- Festival du film francophone de Dinard 1970[5]

### Sélections
- Festival de Cannes 1971 (sélection de la Quinzaine des réalisateurs)[6]
- IndieLisboa, Festival international du cinéma indépendant de Lisbonne 2021 (rétrospective Sarah Maldoror)[7]

## Autour du film
- « Monangambé  » était le cri de ralliement utilisé par les militants pour rassembler les villages pendant la lutte anti-coloniale de libération de l'Angola.
- Le film est « basé sur le roman de l’écrivain angolais José Luandino Vieira, alors emprisonné dans le camp de concentration de Tarrafal, sur l’île de Santiago (Cap-Vert) par le pouvoir colonial portugais »[8].